# Сінаж
Сіна́ж — корм для худоби з пров'ялених трав. Це по суті силос, приготовлений з прив'яленої сировини до вологості 45–60 %. У загальному розумінні це сіно-силос. Суть процесу полягає у прив'ялюванні трав до так званої фізіологічної сухості, тобто до часткового зневоднення зеленої маси до вологості, коли бактеріям така волога недоступна. Тому під час сінажування не відбувається маслянокисле і майже не спостерігається оцтове бродіння, є певна кількість молочної кислоти (0,9–2,2 % сухої речовини).